# ГЕС Форрест-Керр
ГЕС Форрест-Керр — гідроелектростанція на південному заході Канади у провінції Британська Колумбія. Використовує ресурс із річки Іскут, лівої притоки Стікін (перетинає кордон з США та завершується у штаті Аляска, де її устя з’єднане з протоками Істерн-Пассаж, Самнер та Драй в Архіпелазі Олександра).
В межах проекту Іскут неподалік від впадіння Forrest Kerr Creek перекрили бетонною водозабірною греблею висотою 7 метрів, яка спрямовує ресурс до дериваційного тунелю. Останній має довжину 3,3 км і виводить до спорудженого у підземному виконанні машинного залу розмірами 144х17 метрів при висоті 27 метрів.
Основне обладнання ГЕС становлять дев’ять турбін типу Френсіс потужністю по 23,9 МВт (загальна номінальна потужність станції рахується як 195 МВт), котрі розраховані на напір у 103,6 метра. Відпрацьована вода повертається у Іскут. 
Видача продукції відбувається по ЛЕП, розрахованій на роботу під напругою 287 кВ.
Проект, введений в експлуатацію у 2014 році, реалізувала компанія AltaGas.